# The Guitar World According to Frank Zappa
The Guitar World According to Frank Zappa kompilacijski je album američkog glazbenika Franka Zappe, koji izlazi 1987.g. Album izlazi na kazeti i u znaku je gitarskih solo dionica koje izvodi Zappa. Ova kompilacija nije nikada izašla u drugom formatu (LP, CD), ali zato kazeta sadrži unikatni materijal, uključujući ne objavljena gitarska sola i isječke iz skladbe "Revised Music for Guitar and Low-Budget Orchestra" koja se nalazi na albumu Studio Tan.

## Popis pjesama

### Strana prva
1. "Sleep Dirt" – 3:17
  - From the Sleep Dirt album.
2. "Friendly Little Finger" – 4:17
  - From the Zoot Allures album.
3. Isječak iz "Revised Music for Guitar and Low-Budget Orchestra" – 1:45 
  - Unreleased remix na bubnjevima iz 1984.
4. "Things That Look Like Meat" – 6:06
  - Shortened verzija koja kasnije izlazi na albumuGuitar.

### Druga strana
1. "Down in de Dew" – 2:54
  - Later released as part of the Läther box set.
2. "A Solo from Heidelberg" – 5:26
  - Unreleased elsewhere.
3. "A Solo from Cologne" – 5:11
  - Longer verzija koja kasnije izlazi na albumu Guitar.
4. "A Solo from Atlanta" – 4:05
  - Longer verzija koja kasnije izlazi na albumu Guitar.

## Vanjske poveznice
- Kopilacijska izdanja
- Weirdo diskografija